# ウワハル・シタハル
天表春命・天下春命（あめのうわはるのみこと・あめのしたはるのみこと）は、日本神話に登場する神。

## 概要
天表春命は天上春命とも表記する。
『先代旧事本紀』の「天神本紀」によると、両神は共に八意思兼神の御子神で、饒速日命が天磐船に乗って天降った時、護衛として随従した32柱の神の2柱とされる。
天表春命は信乃阿智祝部（しなののあちのほうりべ）等の祖神とされる。天下春命は天表春命の弟神と見られ、知々夫国造（ちちぶのくにのみやつこ）の先祖とされる。この国造族が大伴部氏と推定されている。初代知々夫国造は天下春命の9世孫の知々夫彦命で、崇神天皇の御代に国造職を賜ったとされる。
なお『高橋氏文』に「知々夫（秩父）国造の上祖、天上腹、天下腹人」と見える人名は、この両神に関係があると見られている。

## 信仰
天表春命は開拓、学問、技芸、裁縫、安産、婦女子の守護神として信仰されており、阿智神社（長野県下伊那郡阿智村）や戸隠神社宝光社（長野県長野市）などに祀られている。
天下春命は開墾の神として祀られる事が多く、東京都多摩市の小野神社と府中市の小野神社などに祀られている。